# Lúcio Antíscio Veto (cônsul em 26)
Lúcio Antíscio Veto (em latim: Lucius Antistitus Vetus) foi um senador romano nomeado cônsul sufecto em 26 com Quinto Júnio Bleso. Era filho de Caio Antíscio Veto, cônsul em 6 a.C., e irmão de Caio Antíscio Veto, cônsul em 23.